# Женская сборная Андорры по кёрлингу
Женская сборная Андорры по кёрлингу — представляет Андорру на международных соревнованиях по кёрлингу. Управляющей организацией выступает «Ассоциация кёрлинга Андорры» (кат. Associació Andorrana de Curling, англ. Andorra Curling Association).

## Статистика выступлений

### Чемпионаты Европы
| Год       | Игры           | Победы         | Поражения      | Место          |
| --------- | -------------- | -------------- | -------------- | -------------- |
| 1975—2001 | не участвовали | не участвовали | не участвовали | не участвовали |
| 2002      | 7              | 1              | 6              | 17-е           |
| 2003      | 8              | 3              | 5              | 15-е           |
| 2004      | 5              | 0              | 5              | 21-е           |
| 2005—2014 | не участвовали | не участвовали | не участвовали | не участвовали |
| 2015      |                |                |                |                |
| Всего     | 20             | 4              | 16             |                |